# Zuani
Zuani [dzuani] est une commune française située dans la circonscription départementale de la Haute-Corse et le territoire de la collectivité de Corse. Elle appartient à l'ancienne piève de Serra.

## Géographie

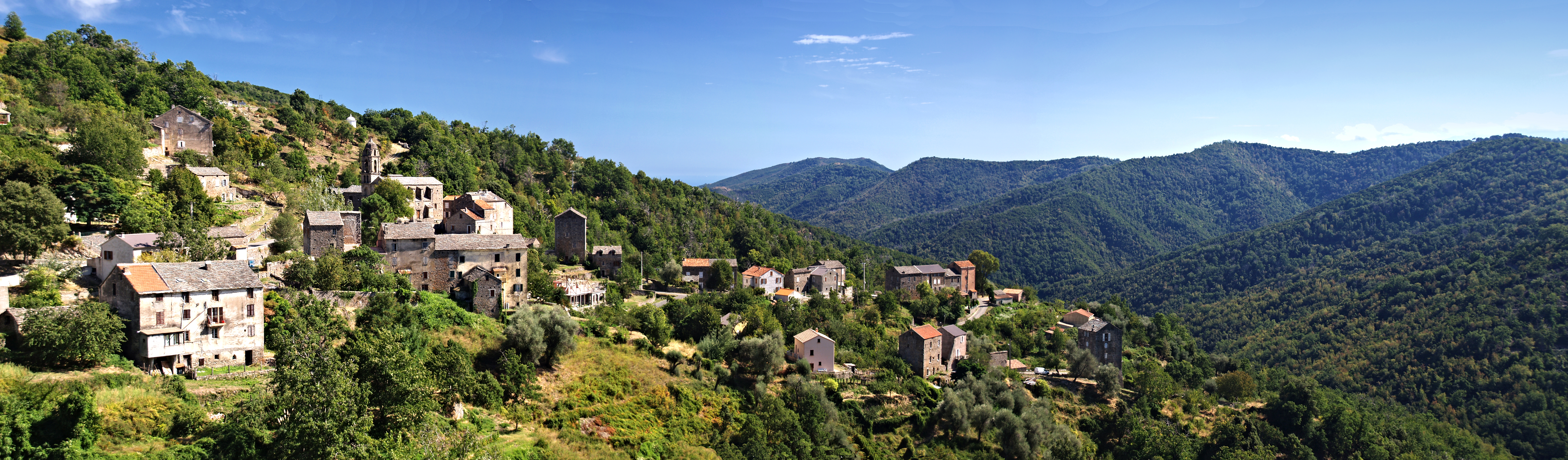
Vue du village.

### Situation
Zuani est une commune de la façade orientale de la Corse, sans littoral, au cœur de l'ancienne piève de Serra, faisant partie de la Costa Serena microrégion regroupant 27 communes. Adhèrente au parc naturel régional de Corse, Zuani y est située dans le « territoire de vie » de la Castagniccia.
Communes limitrophes

### Géologie et relief
Zuani occupe une partie méridionale du massif du Monte San Petrone, dans la « Corse orientale Alpine », composée de terrains divers, issus d’un océan disparu appelé liguro-piémontais (océan Thétys dont l’âge est compris entre -170 à  -60 Ma) et de ses marges continentales. Son sol est fait de schistes métamorphiques (ou schistes lustrés) et d'ophiolites d’âge Jurassique et Crétacé.
Située au sud de la punta di Caldane (1 724 m d'altitude) sur la dorsale du massif, la commune occupe le bassin versant du ruisseau des Moulins, une cuvette d'une superficie de 5,16 km2, ouverte au sud et cernée d'une ligne de crête partant au sud-ouest de la Punta Perrigine (754 m), Castillo (899 m), allant jusqu'à San Comizio (1 013 m) point le plus haut à l'extrême nord de la commune. De là, la ligne de crête redescend sur la Pointe de Tuberca (897 m) à l'est du village via le col de Foata (834 m), avant d'atteindre au sud-est les limites d'Ampriani, au nord de l'ancien couvent Saint-François. Ses limites méridionales sont formées partie par le ruisseau des Moulins, partie par le ruisseau de l'Alzelli son affluent, enfin partie par une ligne reliant la Punta Perrigine au ruisseau des Moulins, à sa confluence avec le ruisseau de Corsiglièse.

### Hydrologie
Le vallon rassemble un réseau dense de petits cours d'eau qui alimentent le ruisseau des Moulins ou ruisseau de Vondia, avant de voir leurs eaux aller grossir le ruisseau de Corsigliese affluent du Tavignano.

### Climat et végétation
Se trouvant au sud de la façade orientale de la Castagniccia, riche en cours d'eau, la commune est une région très verte et très boisée, qui contraste avec la façade occidentale de la Castagniccia plus pauvre et plus aride. Sa position méridionale lui confère néanmoins un climat moins humide que celui régnant sur le versant oriental de la chaîne du San Petrone. La couverture forestière de ce secteur est moins homogène et est morcelée en différentes unités. Maquis, chataîgniers et oliviers sont les principales composantes de la couverture végétale de son territoire.

### Voies de communication et transports

#### Accès routiers
Zuani se trouve à mi-chemin entre le Cortenais et la plaine orientale. La commune est traversée au nord par la route D 16 qui relie les villages voisins d'Erbajolo et de Pianello. Du col de la Foata (834 m) démarre la sinueuse route D 116 qui mène au village de Zuani avant de poursuivre sur Ampriani, Tallone et rejoindre la D 16 au lieu-dit Pianiccia.

#### Transports
Il n'existe aucun service de transports de voyageurs en autocars sur la commune.
Zuani se trouve à 30 km de la gare de Corte et à 87 km du port de commerce de Bastia. L'aéroport le plus proche est celui de aéroport de Bastia Poretta, distant de 70 km.

## Urbanisme

### Typologie
Au 1er janvier 2024, Zuani est catégorisée commune rurale à habitat très dispersé, selon la nouvelle grille communale de densité à sept niveaux définie par l'Insee en 2022.
Elle est située hors unité urbaine. Par ailleurs la commune fait partie de l'aire d'attraction de Corte, dont elle est une commune de la couronne,. Cette aire, qui regroupe 34 communes, est catégorisée dans les aires de moins de 50 000 habitants,.

### Occupation des sols
L'occupation des sols de la commune, telle qu'elle ressort de la base de données européenne d’occupation biophysique des sols Corine Land Cover (CLC), est marquée par l'importance des forêts et milieux semi-naturels (91,1 % en 2018), néanmoins en diminution par rapport à 1990 (100 %). La répartition détaillée en 2018 est la suivante : 
forêts (78 %), milieux à végétation arbustive et/ou herbacée (13,1 %), zones urbanisées (9 %). L'évolution de l’occupation des sols de la commune et de ses infrastructures peut être observée sur les différentes représentations cartographiques du territoire : la carte de Cassini (XVIIIe siècle), la carte d'état-major (1820-1866) et les cartes ou photos aériennes de l'IGN pour la période actuelle (1950 à aujourd'hui).

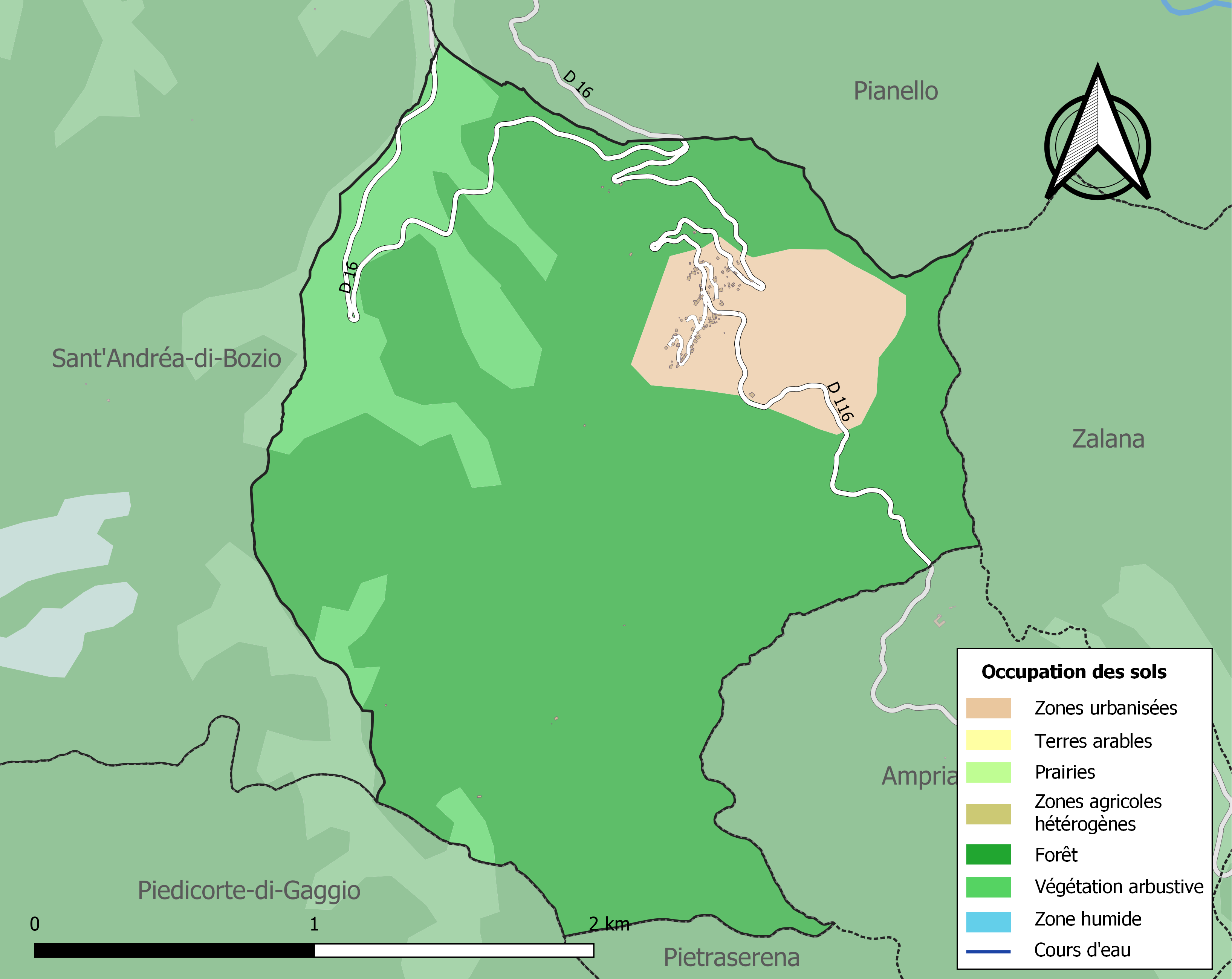
Carte des infrastructures et de l'occupation des sols de la commune en 2018 (CLC).

## Toponymie
Le nom corse de la commune est Zuani /ˈd͡zuani/.

## Histoire

### Temps modernes
Au début du XVIe siècle, Zuani se situait dans la piève de Serra, qui confinait avec les pièves d’Opino, de Bozio, de Rogna, d’Alesani, de Verde et de Matra. 

« Serra et Matra sont comptées comme une seule pour la perception des impôts, mais comme deux pour ce qui regarde la juridiction ecclésiastique. Elles forment ensemble un total de six cents feux. Sans parler du reste du pays, qui est très fertile, elles possèdent toutes deux de magnifiques terrains dans la plaine appelée communément plaine. »

— Mgr Giustiniani in Dialogo nominato Corsica, traduction de l’abbé Letteron in Histoire de la Corse – Description de la Corse – Tome I p. 36
La Serra faisait partie des dix-neuf pièves (Giovellina, Campoloro, Verde, Opino, la Serra, Bozio, Alesani, Orezza, Vallirustie, Talcini, Venaco, Rogna, la Cursa, Covasina, Castello, Aregno, Matra, Niolo et Carbini dans le Delà des Monts) qui composaient l'évêché d'Aléria, au revenu de deux mille ducats.
La Serra s'étendait jusqu'à la mer et contenait huit villages parmi lesquels Zuani qui ne manquait pas d'importance, et possédait un couvent de Frères Mineurs.
Vers 1520, les lieux habités de la pieve portaient alors les noms de Cuiani ou Zuani, Alpriano et la Valle di Sagano.
Le site a été le lieu de combats entre Corses et Génois. Les commissaires qui devaient opérer dans le « Deçà des Monts » sont partis de Bastia an mois de mars, emmenant avec eux un grand nombre de Corses de distinction. La troupe a passé pas plus d'une nuit à Zuani.

« Les Corses, informés de l'approche des Génois, marchèrent résolument au-devant d'eux et les rencontrèrent au-dessus de Zuani dans une prairie appelée le Campo alla vecchia. On en vint aux mains, et, après un combat long et sanglant, les Corses durent céder à des forces supérieures et furent battus. Lanfranco de Matra fut blessé si grièvement, qu'il mourut dans la déroute ; les autres se sauvèrent dans ces montagnes abruptes, qui d'un côté, qui de l'autre. Après avoir vaincu et chassé les Corses, les Génois voulurent faire un exemple en dévastant leurs habitations ; ils brûlèrent entièrement les villages de Matra, d'Ortale et de Chiatra, puis passant en Casinca, ils brûlèrent à Venzolasca quelques maisons pour punir certains délits particuliers ; à la Casabianca, les maisons de Giudice et des autres fils de Pietro furent également livrées aux flammes. »

— Pier' Antonio Monteggiani in Chronique, traduction de l’abbé Letteron in Histoire de la Corse –Tome I p. 396
En 1515 mourut Giovan Paolo di Leca. Pendant les quarante-deux années qui suivirent, la Corse n'eut plus à souffrir d'aucun soulèvement provoqué par des seigneurs.Mais un grand nombre de vieilles inimitiés divisaient toujours les particuliers sur différents points, causant des meurtres. « C'est ainsi que quelques années auparavant, à la suite d'une inimitié qui divisait les familles de Matra, de Zuani et de la Pancaraccia, celles de Zuani et de Matra avaient eu huit de leurs principaux membres tués cruellement d'un seul coup dans les murs d'Aléria ».
Monteggiani rapporte aussi un bel exploit réalisé en ces temps là par des Corses contre les Turcs sur la plage d'Aléria : « Les Turcs abordèrent un jour de ce côté avec sept fustes pour enlever, suivant leur usage, des hommes et des bestiaux. Les gens de Matra et de Zuani étaient alors occupés à leurs travaux ; bien qu'ils fussent ennemis les uns des autres et beaucoup moins nombreux que les Turcs, ils jurèrent de combattre loyalement ensemble l'ennemi commun ; puis montant à cheval, ils attaquèrent vigoureusement les Turcs. Ils les défirent, leur tuèrent trente-deux hommes, sans perte notable pour eux-mêmes, et poursuivirent les autres jusqu'au bord de la mer ».
- 1540 - Sous le gouvernement de Francesco Lucciardo, les Capucins vinrent pour la première fois dans l'île. Les Récollets bâtirent cette même année un monastère à Zuani.
- 1566 - Les Génois brûlent de très nombreux villages, (cent vingt-trois au total) parmi lesquels Erbajolo et la piève de la Serra[13].
- 1763 - En avril, Aleriu Francescu Matra[Note 2] s'introduit dans la pieve de Serra. Il occupe Zalana, Ampriani, Tallone et le couvent de Zuani. Aussitôt les Nationaux se mettent en marche et encerclent les troupes de Matra. Quelques jours après, délogé de Zalana, Matra se retire à Aléria d'où il passera à Bastia avec ses troupes.
- 1768 - 15 mai, après la cession de la Corse à la France par les Génois, l'île passe sous administration militaire française. Les circonscriptions administratives territoriales sont révisées. La piève de Serra devient le canton de Moïta.
- 1789 - La Corse appartient au royaume de France. la pieve de la Serra se trouve dans la juridiction royale de Bastia.
- 1790 - 26 février, par décret la Corse est partagée en neuf districts (ex-juridictions) : Bastia, Oletta, A Porta, Cervioni, Corti, l'Isula Rossa, Aiacciu, Tallà et Vicu. Le district est partagé en cantons (ex-pievi), le canton en communes.
- 1790 - 4 mars, l'île ne forme provisoirement qu'un seul département, celui de Corse.
- 1793 - La commune s'appelait Zuani. Elle faisait partie du canton de Serra, dans le district de Corte, dans le département d'El Golo (l'actuelle Haute-Corse).
- 1811 - les deux départements de l'île sont réunifiés pour devenir le département de Corse.
- 1824 - Zuani cède des terrains à Moïta, Pianello et Aléria.
- 1828, le canton de Serra prend le nom de canton de Moïta[14].

### Époque contemporaine
En 1954, le canton de Moïta est composé avec les communes de Aléria, Ampriani, Matra, Moïta, Pianello, Tallone, Zalana et Zuani.
Entre 1971 et 1973, de nouveaux cantons sont créés dont celui de Moïta-Verde, avec la fusion imposée des anciens cantons de Pietra-di-Verde et Moïta.

## Politique et administration

### Tendances politiques et résultats
Le résultat de l'élection présidentielle de 2012 dans cette commune est le suivant :
| Candidat       | Candidat                    | Premier tour | Premier tour | Second tour | Second tour |
| Candidat       | Candidat                    | Voix         | %            | Voix        | %           |
| -------------- | --------------------------- | ------------ | ------------ | ----------- | ----------- |
|                | Eva Joly (EÉLV)             | 1            | 1,69         |             |             |
|                | Marine Le Pen (FN)          | 6            | 10,17        |             |             |
|                | Nicolas Sarkozy (UMP)       | 33           | 55,93        | 43          | 69,35       |
|                | Jean-Luc Mélenchon (FG)     | 0            | 0,00         |             |             |
|                | Philippe Poutou (NPA)       | 0            | 0,00         |             |             |
|                | Nathalie Arthaud (LO)       | 0            | 0,00         |             |             |
|                | Jacques Cheminade (SP)      | 0            | 0,00         |             |             |
|                | François Bayrou (MoDem)     | 1            | 1,69         |             |             |
|                | Nicolas Dupont-Aignan (DLR) | 1            | 1,69         |             |             |
|                | François Hollande (PS)      | 17           | 28,81        | 19          | 30,65       |
|                |                             |              |              |             |             |
| Inscrits       | Inscrits                    | 75           | 100,00       | 75          | 100,00      |
| Abstentions    | Abstentions                 | 15           | 20,00        | 12          | 16,00       |
| Votants        | Votants                     | 60           | 80,00        | 63          | 84,00       |
| Blancs et nuls | Blancs et nuls              | 1            | 1,67         | 1           | 1,59        |
| Exprimés       | Exprimés                    | 59           | 98,33        | 62          | 98,41       |

Le résultat de l'élection présidentielle de 2017 dans cette commune est le suivant :
| Candidat    | Candidat                    | Premier tour | Premier tour | Deuxième tour | Deuxième tour |  |
| Candidat    | Candidat                    | %            | Voix         | %             | Voix          |  |
| ----------- | --------------------------- | ------------ | ------------ | ------------- | ------------- |  |
|             | Nicolas Dupont-Aignan (DLF) | 0,00         | 0            |               |               |  |
|             | Marine Le Pen (FN)          | 12,50        | 6            | 38,71         | 12            |  |
|             | Emmanuel Macron (EM)        | 18,75        | 9            | 61,29         | 19            |  |
|             | Benoît Hamon (PS)           | 2,08         | 1            |               |               |  |
|             | Nathalie Arthaud (LO)       | 0,00         | 0            |               |               |  |
|             | Philippe Poutou (NPA)       | 4,17         | 2            |               |               |  |
|             | Jacques Cheminade (SP)      | 0,00         | 0            |               |               |  |
|             | Jean Lassalle (RES)         | 0,00         | 0            |               |               |  |
|             | Jean-Luc Mélenchon (LFI)    | 6,25         | 3            |               |               |  |
|             | François Asselineau (UPR)   | 0,00         | 0            |               |               |  |
|             | François Fillon (LR)        | 56,25        | 27           |               |               |  |
|             |                             |              |              |               |               |  |
| Inscrits    | Inscrits                    | 67           | 100,00       | 67            | 100,00        |  |
| Abstentions | Abstentions                 | 18           | 26,87        | 28            | 41,79         |  |
| Votants     | Votants                     | 49           | 73,13        | 39            | 58,21         |  |
| Blancs      | Blancs                      | 1            | 2,04         | 4             | 10,26         |  |
| Nuls        | Nuls                        | 0            | 0,00         | 4             | 10,26         |  |
| Exprimés    | Exprimés                    | 48           | 97,96        | 31            | 79,49         |  |

### Liste des maires
| Période   | Période  | Identité      | Étiquette | Qualité                    |
| --------- | -------- | ------------- | --------- | -------------------------- |
| vers 1897 | ?        | Ange Moriani  |           |                            |
| 1983      | En cours | Paul Giuganti | UMP-LR    | Retraité Fonction publique |

## Population et société

### Démographie
L'évolution du nombre d'habitants est connue à travers les recensements de la population effectués dans la commune depuis 1800. Pour les communes de moins de 10 000 habitants, une enquête de recensement portant sur toute la population est réalisée tous les cinq ans, les populations de référence des années intermédiaires étant quant à elles estimées par interpolation ou extrapolation. Pour la commune, le premier recensement exhaustif entrant dans le cadre du nouveau dispositif a été réalisé en 2005.

En 2022, la commune comptait 37 habitants, en évolution de +27,59 % par rapport à 2016 (Haute-Corse : +5,15 %, France hors Mayotte : +2,11 %).
| 1800 | 1806 | 1821 | 1831 | 1836 | 1841 | 1846 | 1851 | 1856 |
| ---- | ---- | ---- | ---- | ---- | ---- | ---- | ---- | ---- |
| 276  | 309  | 217  | 294  | 343  | 352  | 357  | 352  | 341  |

| 1861 | 1866 | 1872 | 1876 | 1881 | 1886 | 1891 | 1896 | 1901 |
| ---- | ---- | ---- | ---- | ---- | ---- | ---- | ---- | ---- |
| 346  | 368  | 336  | 346  | 323  | 407  | 410  | 503  | 530  |

| 1906 | 1911 | 1921 | 1926 | 2005 | 2006 | 2010 | 2015 | 2020 |
| ---- | ---- | ---- | ---- | ---- | ---- | ---- | ---- | ---- |
| 529  | 540  | 507  | 507  | 52   | 51   | 35   | 28   | 36   |

| 2022 | - | - | - | - | - | - | - | - |
| ---- | - | - | - | - | - | - | - | - |
| 37   | - | - | - | - | - | - | - | - |

En 1954 Zuani comptait 120 habitants.

### Enseignement
Il n'y a aucun établissement d'enseignement à Zuani. L'école primaire publique la plus proche se trouve à Erbajolo, village distant de 13 km. Les collège et lycée Pascal-Paoli de Corte sont les plus proches, à 30 km. Le collège Pescetti-Philippe de Cervione est quant à lui distant de 38 km.

### Santé
Les médecins les plus proches ont leur cabinet à Corte (30 km). 
Les plus proches hôpitaux sont :
- le Centre hospitalier intercommunal Corte-Tattone à 30 km ;
- le Centre hospitalier de Bastia à 87 km.

### Manifestations culturelles et festivités
- Saint-Roch (San Roccu) le 16 août.

### Culte
Il n'y a qu'un seul lieu de culte à Zuani : l'église paroissiale de L'Annunziata, catholique, qui relève du diocèse d'Ajaccio.

## Culture locale et patrimoine

### Lieux et monuments
- Monument aux morts.
- Tours pisanes carrées, habitations fortifiées, parfois très dégradées.
- Des aires de battage à blé (arghja  ou aghja en langue corse).
- Les sept fontaines du village
- Ruines du château-fort au lieu-dit Castillo au sud-ouest de la commune (899 m).

#### Église de l'Annonciation

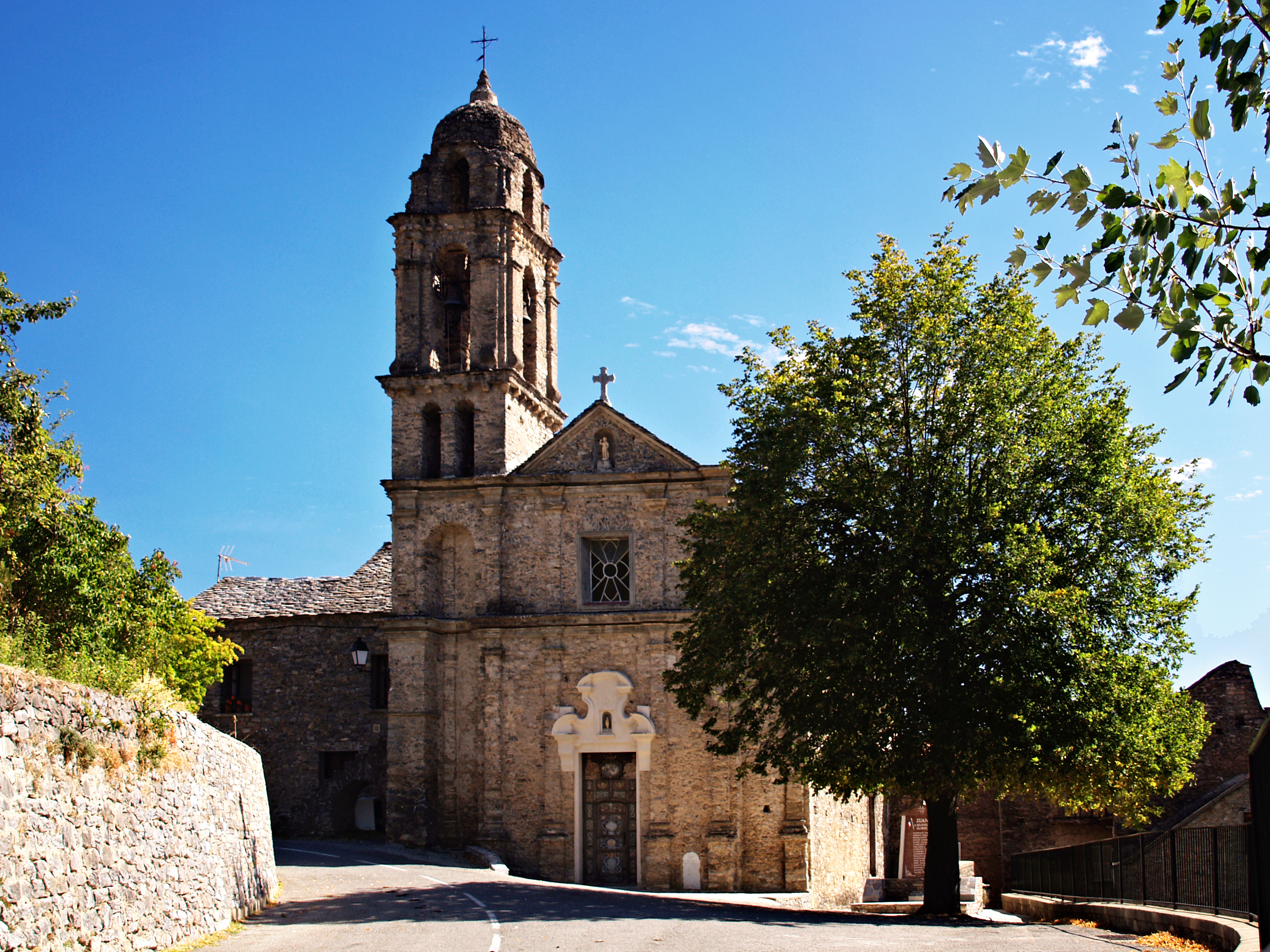
Église Sainte-Marie.

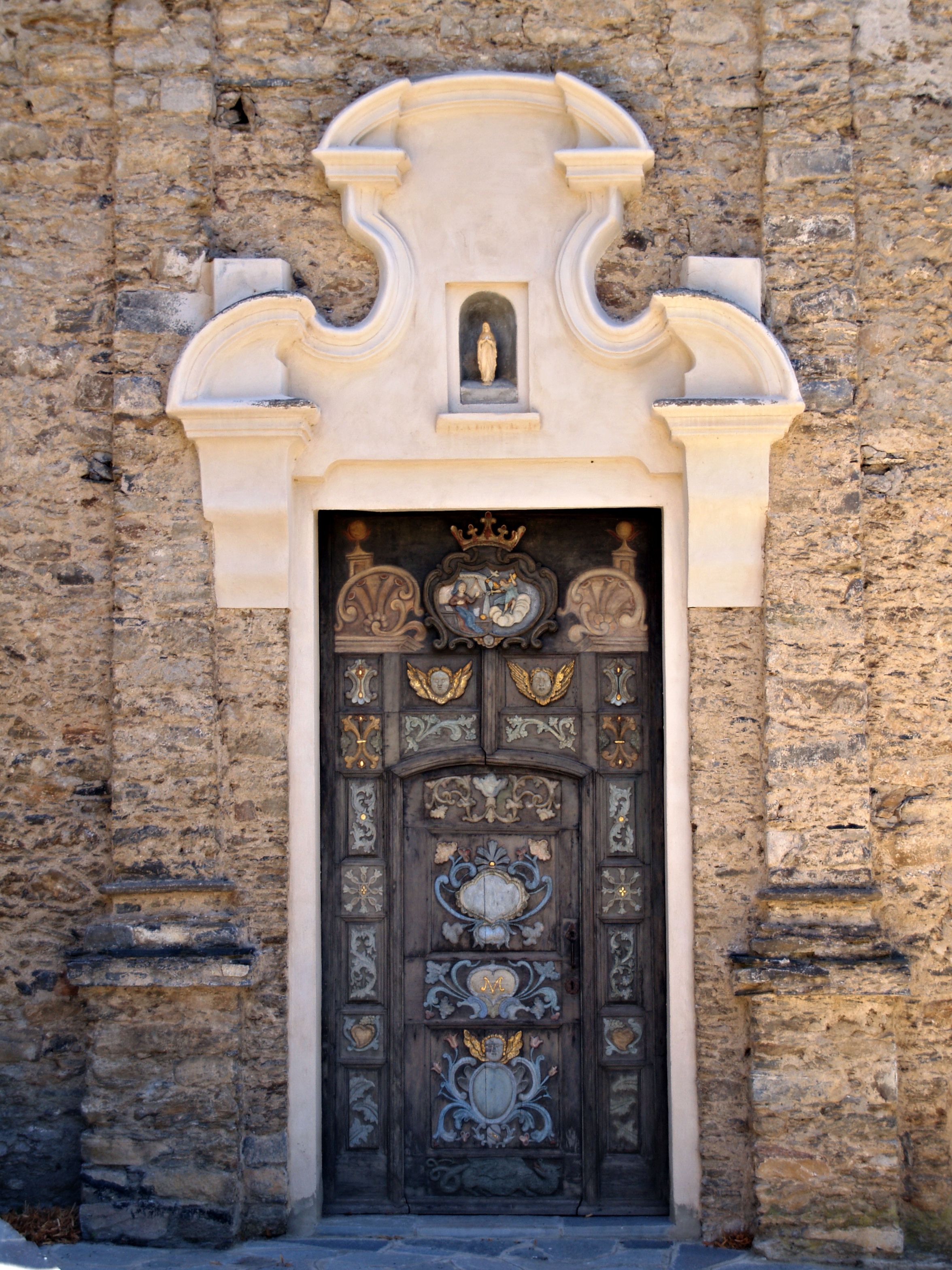
Porte d'entrée.

L'église paroissiale de l'Annonciation ou Sainte-Marie, se situe au cœur du village. Remaniée à l'époque baroque (XVIIe siècle) sur des bases romanes, elle a été restaurée. Elle recèle plusieurs œuvres classées au titre des Monuments historiques, propriétés de la commune :
- la porte d'entrée, en bois taillé, peint, polychrome, avec une iconographie de l'Annonciation, datée du 3e quart XVIIIe siècle (exécutée vers 1760). Monument historique par arrêté du 11 juin 1992[20] ;
- un groupe sculpté Un Saint ou personnage en adoration aux pieds de la Vierge en marbre blanc, probablement du XVIIIe siècle, MH par arrêté du 9 février 1995[21] ;
- un tableau La Vierge au rosaire avec saint Dominique et sainte Catherine de Sienne (4e quart XVIIe siècle), MH par arrêté du 9 février 1995[22] ;
- un tableau Vierge à l'Enfant avec saint Roch et saint Antoine  avec cadre, daté de 1796, MH par arrêté du 9 février 1995[23].

Une douzaine d'images présentes dans la base Mémoire permettent d'apprécier l'intérieur de l'église et son mobilier.

#### L'ancien couvent Saint-François de Zuani

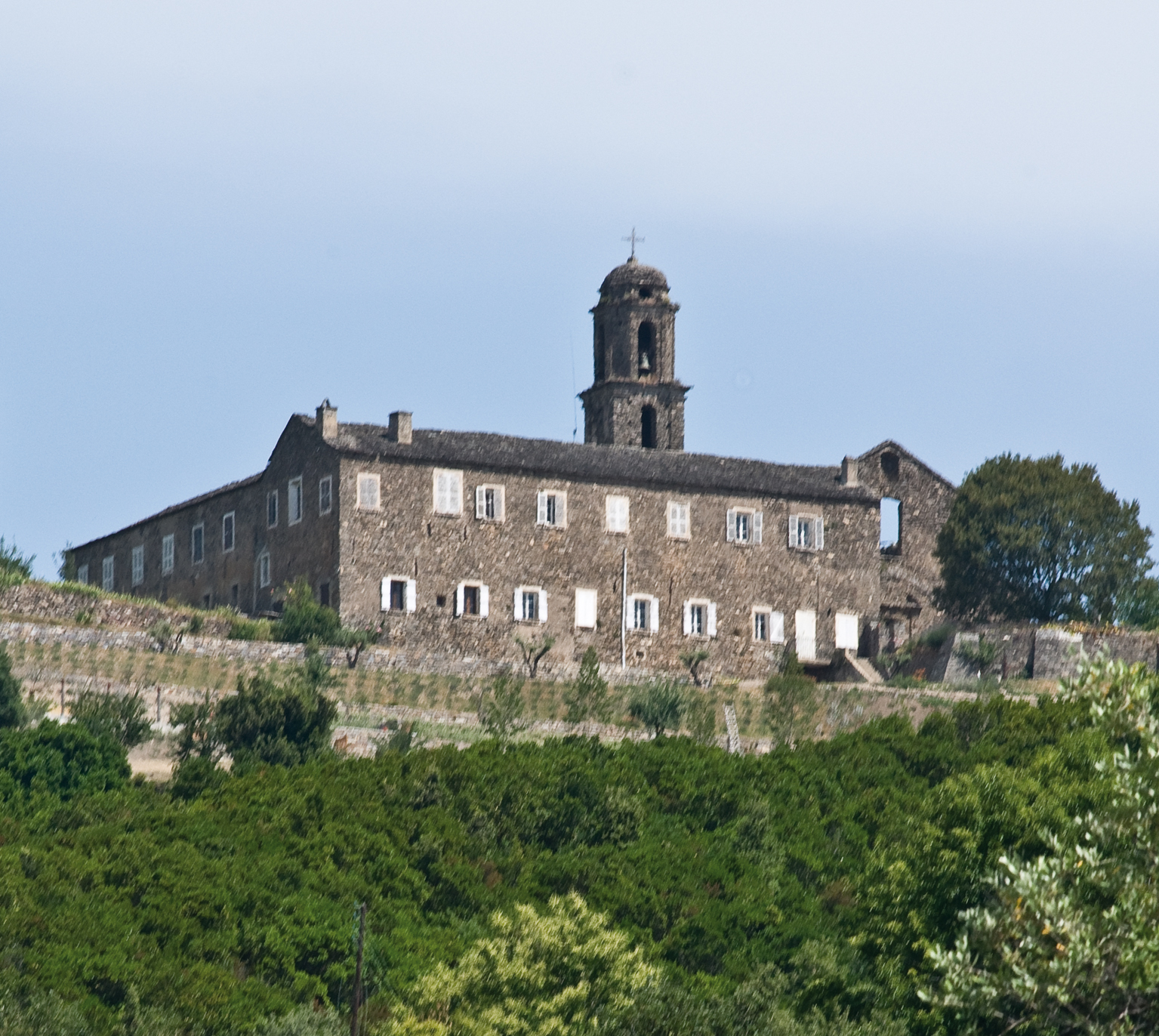
Le couvent d'Ampriani.

Quoique portant le nom de couvent de Zuani, il est situé de nos jours sur la commune voisine d'Ampriani, à 726 mètres d'altitude, au-dessus de la route D 116. Le moine franciscain saint Théophile y aurait fait une retraite au XVIIIe siècle. Mentionné vers 1540 comme ermitage capucin et autorisé en 1547 par bulle du pape Paul III, l'édifice est caractéristique des couvents franciscains corses. Il a été achevé vers 1730. Les éléments protégés sont les façades et toitures du couvent, à l'exception de l'extension récente le long de la façade est du cloître, et l'intérieur de la cellule présumée de saint Théophile de Corte. L'édifice est inscrit Monument historique par arrêté du 28 février 2008.

Devenu propriété privée, il ne se visite plus.

### Patrimoine naturel

#### Parc naturel régional
Zuani est une commune adhérente au parc naturel régional de Corse, dans son « territoire de vie » appelé Castagniccia.

#### ZNIEFF Châtaigneraies et bois des versants sud et ouest du massif du San Petrone
La commune est concernée par une zone naturelle d'intérêt écologique, faunistique et floristique de 2e génération : la
ZNIEFF 940004202 - Châtaigneraies et bois des versants sud et ouest du massif du San Petrone.
La zone d'une superficie de 5 782 ha, comprend les formations boisées de la Castagniccia occidentale et du Bozio. 
Les châtaigneraies constituent un élément marquant dans le paysage, mais elles sont morcelées en différentes unités, moins omniprésentes qu'en petite Castagniccia en raison du climat moins humide que le versant oriental de la chaîne du San Petrone.

## Pour approfondir